# Jaime Bermúdez
Jaime Bermúdez Merizalde (Bogotá, 1966) es un abogado, diplomático, político y empresario colombiano, que se desempeñó como Embajador en Argentina y ministro de Relaciones Exteriores de Colombia. 

## Biografía
Es egresado del Gimnasio de los Cerros de Bogotá, y de la Universidad de los Andes y con un doctorado en Ciencia Política con énfasis en Opinión Pública de la Universidad de Oxford. Fue profesor de Teoría Política y Sociología del Derecho en la Universidad de los Andes. 
Bermúdez fue asesor de la Consejería de Derechos Humanos [gobierno de César Gaviria] entre 1991 y 1993. Entre 1993 y 1994 fue asesor para el ministro de relaciones exteriores, donde sirvió como coordinador de la comisión binacional de Colombia y Venezuela y colaboró en la publicación del libro, Colombia-Venezuela, un nuevo esquema bilateral. Durante ese tiempo también fue observador de las Naciones Unidas en las elecciones presidenciales de Sudáfrica en 1994.
En 1996 Bermúdez fue director ejecutivo del Consorcio Iberoamericano de Investigaciones de Mercados y Asesoramiento (CIMA). Después de completar sus estudios de doctorado en el Reino Unido, Bermúdez laboró como consultor privado en estrategias de comunicación, relaciones públicas y crisis gerencial en negocios, multinacionales y entidades públicas.
En el 2002, fue asesor de Álvaro Uribe en temas de comunicaciones, cuando aun era candidato a la presidencia. Una vez elegido, Bermúdez continuó sirviendo como asesor en temas de comunicaciones al presidente hasta el 2006.

### Embajador de Colombia en Argentina
Fue embajador de Colombia en Argentina desde septiembre de 2006 hasta el 16 de junio de 2008. 
En Argentina, además de sus tareas de embajador, Bermúdez escribió notas periodísticas, entre las que se encuentra un artículo que escribió en defensa y apoyo al presidente Uribe y su Gobierno. En un artículo de febrero de 2007, trató el tema del escándalo de la "parapolítica" que afectó al gobierno, ya que la coalición mayoritaria en el Congreso fue la más afectada por estas relaciones ilegales.

### Ministro de Relaciones Exteriores
Fue nombrado en el gobierno de Álvaro Uribe como ministro de Relaciones Exteriores de Colombia. El 8 de diciembre de 2008, Bermúdez presentó oficialmente por iniciativa propia, la Misión de Política Exterior, integrada por el profesor de la Universidad de Harvard Jorge Domínguez, Juan Gabriel Tokatlián, Socorro Ramírez, Sandra Borda, Camilo Reyes, Gustavo Bell, Mauricio Reina y Hernando José Gómez, expertos en política internacional, para definir "en dónde debe estar Colombia en materia internacional". La decisión de replantear las relaciones exteriores de Bermúdez se debió al historial de política exterior de Colombia que se ha distinguido por su "hermetismo y desvarío", además de la neutralización del Ministerio de Relaciones Exteriores en su planeación y ejecución, por parte del mismo gobierno.
Mientras tanto el gobierno colombiano también aprobó facultades extraordinarias para que el presidente pueda reformar la carrera diplomática, a la que pertenecían solamente los funcionarios diplomáticos profesionales y quienes ocupaban menos del 50% de los cargos diplomáticos de Colombia. Los cambios buscaban también cambiar el clientelismo en la Cancillería.

#### Incidente con el expresidente Ecuatoriano Rafael Correa
En política internacional, Bermúdez tuvo que intervenir en los problemas generados por la Crisis Andina (3 de marzo de 2008) generada tras el bombardeo en territorio ecuatoriano, de un campamento de las FARC-EP, por parte de las Fuerzas Militares de Colombia en desarrollo de la Operación Fénix y en la que murió el jefe guerrillero alias "Raúl Reyes".
El 27 de noviembre, en una entrevista afirmó que, para reanudar las relaciones con Ecuador "una condición esencial sería que se defina un mecanismo de coordinación eficaz en la lucha contra el narcotráfico y el terrorismo, en particular en la zona de frontera binacional". El expresidente ecuatoriano contestó llamando "mentiroso" a Bermúdez y agregó "Controlen su territorio y resuelvan su problema, no involucre al resto”, y pidió al Canciller de Colombia no darle consejos “a un país soberano como es Ecuador”.

### Actividades en el sector privado
Una vez concluyó el gobierno de Álvaro Uribe en 2010, Bermúdez fue nombrado Presidente del banco de inversión Lazard en Colombia. Junto a esa actividad, ha promovido la creación y desarrollo de la compañía de e-learning, SEA, Servicios Educativos Avanzados, así como una productora de contenido digital, Dirty Kitchen. Se vinculó con temas educativos, además, como miembro del Consejo Superior de la Universidad de los Andes, y presidente de La Fundación Génesis, para la primera infancia. Hace parte de la junta directiva del Grupo Sura, Tecnoqímicas, Amarilo y Grupo Carvajal.
En el 2010, terminada el gobierno de Álvaro Uribe, publicó el libro La Audacia del Poder. En 2021 publicó otro libro titulado Por Qué Incumplimos la Ley.
Actualmente se desempeña como asesor de empresas y consultor en transformación de comportamientos colectivos, a través de la comunicación, la gestión ambiental, el contenido digital y las redes sociales, la analítica de datos y la inteligencia artificial. Es presidente de Kelhill Group.